# 국정추묘

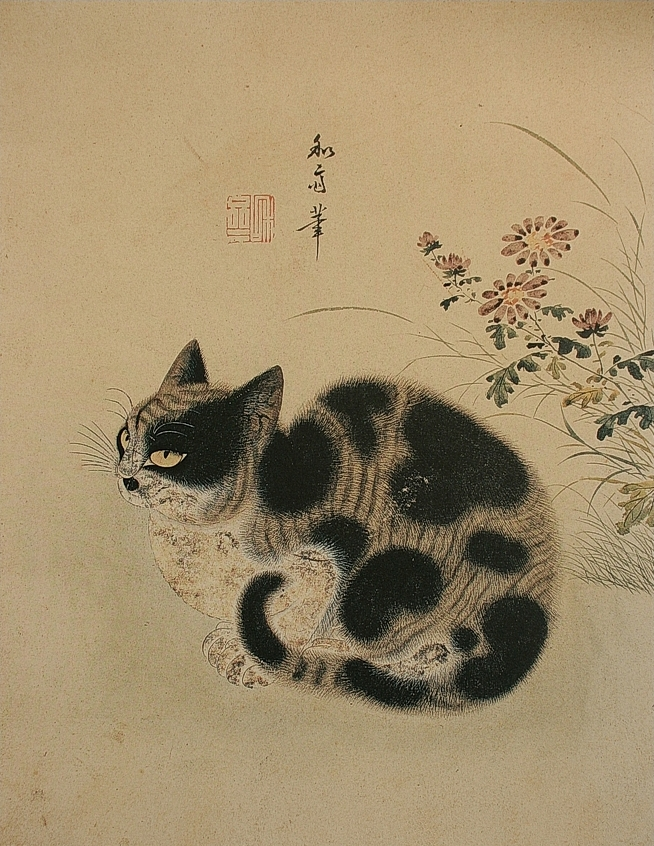

국정추묘(菊庭秋猫)는 가을날 들국화 아래 웅크리고 있는 고양이를 그린 18세기 한국화이다. 조선 후기 동물을 주로 그린 변상벽이 그린 그림이다. 국정추묘는 말 그대로 '국화가 있는 정원의 가을 고양이'라는 뜻으로 동물화 장르에 속한다. 표현 방식은 수묵담채이다.  그림의 크기는 높이 29.5cm(11.6인치), 너비 23.4cm(9.2인치)이다. 현재 서울 간송미술관에 소장되어 있다.
변상벽은 고양이와 닭을 능숙하게 그려내는 것으로 유명하여 평생 동안 '변고양이', '변닭'이라는 별명으로 불렸다. 대표작으로는 묘작도, 화조묘구도 등이 있다. 사진 속 고양이는 앉은 채 무언가를 바라보고 있으며, 금방이라도 죽을것 같다.

## 같이 보기
- 심사정
- 화조화